# Конарские
Конарские — польский дворянский род герба Гриф.

## Происхождение и история рода
Род упоминается с XV века и происходит от рода Яксов из Великих-Конар в Сандомирской земле.
Одна ветвь Конарских получила графское достоинство в Галиции, другая была внесена в Дворянские родословные книги Ковенской губернии Российской империи.

## Известные представители рода
Станислав Конарский был холмским каштеляном (1550), Михаил — сандомирским каштеляном (умер в 1746). Некоторые ветви Конарских, по общности происхождения их рода с угасшим родом Фирлеев, пишутся Фирлей-Конарскими.